# NGC 1799
NGC 1799 je galaksija u zviježđu Eridanu.

## Vanjske poveznice
- SEDS: NGC 1799